# Lignon
 Lignon  es una población y comuna francesa, en la Región de Gran Este, departamento de Marne, en el distrito de Vitry-le-François y cantón de Vitry-le-François-Champagne et Der.

## Demografía
| 100 | 89 | 80 | 83 | 82 | 86 |
| Para los censos de 1962 a 1999 la población legal corresponde a la población sin duplicidades (Fuente: INSEE [Consultar]) |    |    |    |    |    |